# Кали (певица)
Вижте пояснителната страница за други личности с името Кали.
Галина Димитрова Иванова, по-известна като Кали, е българска попфолк певица.

## Биография
Кали е родена на 2 октомври 1975 г. в град София.
Артистичният псевдоним Кали е измислен от Слави Трифонов. Талантът на Кали е бил забелязан още когато е била 15-годишна, на сватба, когато поканената певица не е дошла и Галина е пяла вместо нея. В края на празненството приема предложението на оркестъра да стане негова солистка. Следват многобройните им участия из страната. 18-годишна приема ангажимент за работа във Виена, където прекарва периода 1993 – 1994 г. Кали смята, че за тази година и половина се е изградила като певица. Всеки четвъртък, петък и събота пее в гръцката таверна „Сократес“ под артистичния псевдоним Ана-Мария, а през останалото време с оркестъра обикалят околностите на Виена и свирят в бузукия. Тя е една от изпълнителите, поканени за участие във възпоменателни концерти в памет на евреите, преследвани по времето на Хитлер, организирани в местността Маутхаузен. Има изява и по националната телевизия ORF2. В австрийската столица се научава да свири на китара и баглама и посещава уроци по джазпеене при композитора Александър Пантеловски. Впечатлен от добрия контрол на гласа и импровизация с джаз ладове, показани от Кали, от името на лицензираната си школа той ѝ издава диплома за преподавател по джаз. Кали е работила за доста музикални компании, първите албуми от 1998 година са записани от „БМК“, има издаден албум от 2002 година със „Съни мюзик“, в периода 2004 до 2008 година с „Ара Мюзик“, а след това и с „Пайнер“ до 2020 година.
През 2000 година и се ражда син на име Георги. На 18 май 2009 Кали се радва на втория си син – Марк. На 9 януари 2014 г. Кали ражда третия си син, който носи името Александър В същата година певицата стана дипломиран магистър в Софийски университет „Св. Климент Охридски“.

## Музикална кариера

### 1998 – 00: Началото
Кали подписва договор с „БМК“ и през 1998 г. дебютният ѝ албум „Вземи ме“ излиза на пазара. Умението на певицата да бъде естествена и неподражаемият ѝ глас я превръщат в любимка на публиката. Песента ѝ „4-4-2“ се превръща във футболен химн и продажбите на албума чупят всички рекорди.
През 1999 г. на музикалния пазар се появява и вторият ѝ албум „Парфюмът“, озаглавен по едноименната песен, дует със Стефан Данаилов. Като хитове се очертават „Мъже в униформа“ и носещата лятно настроение „Джапанките в сака“. Тончо Русев създава специално за нея баладата „Медовина“, а в клипа към песента участие взима и Юксел Кадриев.
През 2000 г. излиза третият самостоятелен албум на Кали „Разгадай ме“.

### 2001 – 04:„Едно мерси“
2002 г. Кали сменя музикалната си компания, заедно с новите ѝ продуценти от „Съни Мюзик“ предлагат на музикалния пазар албума „Едно мерси“.

### 2007 – 12: Началото в „Пайнер“:„Силна“
През есента на 2009 г. Кали представя новата си песен „Спри“ в интернет, а видеоклипът се появява на 29 декември.
2010 г. В интернет се появява новата песен на певицата, озаглавена „Силна“. На 1 май Кали представя баладата „Сълза по сълза“ без видеоклип. В средата на месец юни Кали се присъединява към музикална компания „Пайнер“. „Хоризонтално – вертикално“ е първата песен, която певицата представя в „Пайнер“ на 29 юни. Певицата представи най-новата си песен, озаглавена „Като те почна“ в Sin City на промоцията на албума на Цветелина Янева, а видеоклипът се появява на 18 октомври. В клипа участие взе и боксьорът Станислав Недков Песента става тотален хит и оглавява класациите.
2011 г. Първата песен, която представя певицата е „Спрях ли ти тока“. Азис изпя песента на Кали. През лятото Кали представя видеоклип, към песента „Седем“. Румънският певец Babi Minune представи новия си клип „Sarac sau rege“, който е кавър на тоталния хит на ‘Кали – „Като те почна“. През есента певицата представя видеоклип, към най-новата си песен „Устни“.
2012 г. На 9 януари Кали представя песента „Влюбена, убий ме“. „Силна“ е името на новия самостоятелен албум на Кали, който ще се появи на 21 март. В него са включени 10 от най-новите песни на изпълнителката. В интернет се появи най-новата балада на певицата, озаглавена – „Недей, сърце“, а видеоклипът се появява на 23 март.

### 2012 – 20: Настояще
Кали представя най-новата си песен на живо по случай концерта „2 години Планета HD“, а видеоклипът се появява на 27 юни. Новият клип на ‘Кали към „Лошите взимат ни душите“ направи своята видеопремиера на 17 октомври. Певицата спечели награда за „Баладичен хит на 2012“ за песента „Недей сърце“ на 11 Годишни музикални награди на ТВ „Планета“.
2013 г. Първата песен, която певицата представя е „Няма страшно“. Кали и Сиана представиха първата си дуетна песен, озаглавена „Ангел с дяволски очи“, на Наградите на ТВ „Планета“, а видеоклипът се появява на 16 април. Най-новата песен на певицата е със заглавие „Какво като болиш“, която изтече в интернет. През септември ‘Кали и DJ Цеци Лудата глава представят видеоклип към първата си дуетна песен, озаглавена „Нивата“.
2014 г. Новото видео на певицата е към песента „Аз съм аз“, чиято видеопремиера е на 18 юни. Певицата се изявява за първи път на Турне „Планета Лято“ 2014. Певицата влиза в къщата на Vip Brother 2014 и напуска къщата на 6-о място. Кали и Илиян представиха новия си дует „Няма да те питам“ на концерта „XIII години телевизия Планета“. В песента участие взема и Слави Трифонов със семпъл от популярния си хит „Комбайнеро-интелигентска“.
2015 г. Първата песен, която певицата представя за годината, е „Копие“. На 13 май Кали представя видеоклип, към най-новата си песен „Поздрав". В лентата актьорските роли са поверени на Ива Екимова и нейната половинка в живота Петрозар Филипов. Кали и Емануела изненадаха меломаните със съвместно парче. „Хайде, вдигни ѝ“ направи своята видеопремиера на 24 август. Модната марка на Вероника представи своята нова колекция „INCOGNITO“ Есен / Зима 2015/2016, чието лице стана певицата Кали.
2016 г. Певицата стартира годината с баладата „Докато спра да дишам“, която е промотирана на 29 януари. Певицата стартира летния сезон с парчето „Пауза“. Видеото е заснето на остров Тасос. Във видеото участие вземат Илиян и семейството му. На 16 септември Кали тръгва на турне в САЩ и Канада. Градовете, които трябва да посети певицата са: Торонто, Чикаго, Кейп Код, Вашингтон, Денвър, Лас Вегас, Сан Франциско, Сиатъл, Ню Йорк, Тампа и Маями. В началото на есента Кали и Андреас представят първия си дует, озаглавен „Помни ме“.
2017 г. Точно на деня на влюбените – 14 февруари Кали промотира новата си песен, със заглавие „Мафия“, в която участва Илиян. В началото на пролетта илиза сингълът „Имаш ден“, в който участва и Азис. В разгара на лятото певицата пуска парчето „Каква съм луда“. Клипът е заснет в Гърция. В началото на есента е представена песента „Que pasa“. През декември певицата финализира годината с песента „В рая“, с участието на Константин.
2018 г. В началото на пролетта Кали представя парчето „Пионката“.
През 2020 г. Кали напуска Пайнер.
През 2022 г. Кали представя „Калиграф“. Концертът е излъчен по bTV в първия ден на 2023 г.
През 2023 г. Кали участва в предаването за имитиции „Като две капки вода“.
През 2024 г. певицата е сред изпълнителите в тричасовия концерт "Златни хитове" в Арена София.

## Дискография

### Студийни албуми
- Две в едно (1998), с орк. „Ромски перли“[60]
- Вземи ме (1998)[61]
- Парфюмът (1999)[62]
- Разгадай ме (2000)[63]
- Едно мерси (2002)[64]
- За теб (2004)[65]
- Шесто чувство (2006)[66]
- Силна (2012)[67]

### Компилации
- The best of - Ремиксирай ме (2008)[68]

## Видеоклипове
| Видеоклип                 | Премиера   | Албум                       | Режисьор                              |
| ------------------------- | ---------- | --------------------------- | ------------------------------------- |
| 4-4-2 System forever      | 1998       | Вземи ме                    |                                       |
| Котенцето бяло            | 1998       | Вземи ме                    |                                       |
| Забрави ме                | 1998       | Вземи ме                    |                                       |
| Аз не моля                | 1998       | Вземи ме                    |                                       |
| Мера според мера          | 1998       | Вземи ме                    |                                       |
| Ех, родино                | 1998       | Вземи ме                    |                                       |
| Моме, Малино              | 1998       | Вземи ме                    |                                       |
| Дали това си ти           | 1998       | Вземи ме                    |                                       |
| Ела                       | 1998       | Вземи ме                    |                                       |
| За да те имам             | 1998       | Вземи ме                    |                                       |
| Дали съм жив              | 1998       | –                           |                                       |
| Мъже в униформа           | 1999       | Парфюмът                    |                                       |
| Земята ще обърна          | 1999       | Парфюмът                    |                                       |
| Джапанките в сака         | 1999       | Парфюмът                    |                                       |
| Медовина                  | 1999       | Парфюмът                    |                                       |
| Шенген                    | 2000       | Разгадай ме                 |                                       |
| Разгадай ми               | 2000       | Разгадай ме                 |                                       |
| Мразя те                  | 2001       | Разгадай ме                 |                                       |
| Едно мерси                | 2002       | Едно мерси                  | Магърдич Халваджиян                   |
| Една минута               | 2002       | Едно мерси                  |                                       |
| Делник и празник          | 2002       | Едно мерси                  |                                       |
| Фен 2004                  | 2004       | –                           |                                       |
| Любовта ми                | 2004       | За теб                      |                                       |
| Става                     | 2004       | За теб                      |                                       |
| Секс                      | 2004       | За теб                      |                                       |
| Сам                       | 2005       | За теб                      |                                       |
| Чужда                     | 2006       | Шесто чувство               |                                       |
| Другата                   | 2006       | Шесто чувство               |                                       |
| Pret-a-porte              | 2006       | Шесто чувство               | Георги Мичев                          |
| Катастрофа                | 2006       | Шесто чувство               |                                       |
| Оф, оф                    | 2006       | Шесто чувство               |                                       |
| Обещавам ти               | 2007       | Шесто чувство               | Георги Мичев                          |
| С него съм                | 2007       | –                           | Васил Стефанов                        |
| Нищо лично                | 2007       | –                           | Деян Миличевич                        |
| Фалшива                   | 2008       | –                           | Георги Мичев                          |
| Любов навреме             | 2008       | The best of – Ремиксирай ме | Николай Нанков                        |
| Спри                      | 19.11.2009 | Силна                       | Ивайло Спасов                         |
| Хоризонтално – вертикално | 29.06.2010 | Силна                       | Людмил Иларионов – Люси               |
| Като те почна             | 18.10.2010 | Силна                       | Николай Скерлев                       |
| Спрях ли ти тока          | 11.03.2011 | Силна                       | Николай Скерлев                       |
| Седем                     | 01.06.2011 | Силна                       | Николай Скерлев                       |
| Устни                     | 06.10.2011 | Силна                       | Николай Скерлев                       |
| Влюбена, убий ме          | 09.01.2012 | Силна                       | Йордан Петков                         |
| Недей, сърце              | 22.03.2012 | Силна                       | Николай Нанков                        |
| Така ми говори            | 27.06.2012 | –                           | Николай Нанков                        |
| Лошите взимат ни душите   | 17.10.2012 | –                           | Виктор Антонов                        |
| Няма страшно              | 15.02.2013 | –                           | Николай Нанков                        |
| Ангел с дяволски очи      | 16.04.2013 | –                           | Николай Нанков                        |
| Нивата                    | 27.09.2013 | –                           | Николай Скерлев                       |
| Аз съм аз                 | 18.06.2014 | –                           | Николай Скерлев                       |
| Копие                     | 13.02.2015 | –                           | Николай Скерлев                       |
| Поздрав                   | 13.05.2015 | –                           | Николай Скерлев                       |
| Хайде, вдигни и           | 24.08.2015 | –                           | Николай Скерлев                       |
| Докато спра да дишам      | 29.01.2016 | –                           | Николай Скерлев                       |
| Пауза                     | 16.06.2016 | –                           | Николай Скерлев                       |
| Помни ме                  | 07.10.2016 | –                           | Людмил Иларионов – Люси/Георги Марков |
| Мафия                     | 14.02.2017 | –                           | Людмил Иларионов – Люси/Георги Марков |
| Имаш ден                  | 07.04.2017 | –                           | Людмил Иларионов – Люси               |
| Каква съм луда            | 09.06.2017 | –                           | Людмил Иларионов – Люси               |
| Que pasa                  | 12.09.2017 | –                           | Людмил Иларионов – Люси               |
| В Рая                     | 13.12.2017 | –                           | Людмил Иларионов – Люси               |
| Пионката                  | 07.03.2018 | –                           | Людмил Иларионов – Люси               |
| Среден пръст              | 04.05.2018 | –                           | Кали                                  |
| Да сложим край            | 21.06.2018 | –                           | Виктор Антонов                        |
| Папая                     | 13.07.2018 | –                           | Георги Марков                         |
| Просто заспи              | 25.02.2019 | –                           | Людмил Иларионов – Люси               |
| Драми всякакви            | 14.05.2019 | –                           | Людмил Иларионов – Люси               |

## Награди
Годишни награди на ТВ „Планета“
| Година | Получател       | Награда                                          |
| ------ | --------------- | ------------------------------------------------ |
| 2010   | „Като те почна“ | Рингтон на 2010                                  |
| 2011   | Кали            | Най-предпочитан изпълнител в Планета пайнер клуб |
| 2012   | „Недей сърце“   | Баладичен хит на годината                        |

Други награди
| Година | Получател      | Награда                                                                |
| ------ | -------------- | ---------------------------------------------------------------------- |
| 1998   | Кали           | Най-бързо прогресиращ изпълнител [Годишни награди на сп. „Нов фолк“]   |
| 2001   | Кали           | Първо място за изпълнител [Музикален фестивал „Златният Мустанг“]      |
| 2002   | Кали           | Най-атрактивна визия – 3S СОТ [Годишни награди на сп. „Нов фолк“]      |
| 2008   | Кали           | Изпълнител № 1 на любовни песни [Годишни награди на радио „Романтика“] |
| 2010   | Кали           | Най-успешно завръщане [Годишни награди на сп. „Нов фолк“]              |
| 2011   | Кали           | Вокално майсторство на годината [Годишни награди на сп. „Нов фолк“]    |
| 2013   | „Дали съм жив“ | Вечен дует в попфолка [Награди на Folk club Revue]                     |
| 2015   | Кали           | Цялостно творчество                                                    |

## Изяви
Концерти зад граница: САЩ, Канада, Северна Македония, Сърбия, Германия, Кипър, Швейцария, Австрия, Белгия, Италия, Испания